# Olympia 1961
Albums de Jacques Brel
Marieke
(1961) Les paumés du petit matin
(1962)
Olympia 1961 est un album de Jacques Brel paru en 1962, captations de son passage à l'Olympia en octobre 1961. C'est son dernier disque chez Philips, avant qu'il ne signe chez Barclay.

## Autour de l'album
Six des quinze chansons qu'interprète Brel sont alors inédites : Les Bourgeois, Les Paumés du petit matin, La Statue, Zangra, Les Biches et Madeleine. Elles seront toutes enregistrées en studio un an plus tard chez Barclay (album Les Bourgeois).
Dans la présente version de La Valse à mille temps, Brel fait un clin d’œil à Jean Poiret en intégrant au début du deuxième couplet une citation de sa parodie La Vache à mille francs.

## Liste des titres
Textes et musiques : Jacques Brel, sauf indication contraire. 
| No  | Titre                     | Compositeur(s)                                    | Durée |
| --- | ------------------------- | ------------------------------------------------- | ----- |
| 1.  | Les Prénoms de Paris      | Gérard Jouannest                                  | 2:31  |
| 2.  | Les Bourgeois             | Jean Corti                                        | 2:33  |
| 3.  | Les Paumés du petit matin | François Rauber                                   | 3:54  |
| 4.  | Les Flamandes             |                                                   | 2:36  |
| 5.  | La Statue                 | Jacques Brel et François Rauber                   | 2:46  |
| 6.  | Zangra                    |                                                   | 3:06  |
| 7.  | Marieke                   | Jacques Brel et Gérard Jouannest                  | 2:50  |
| 8.  | Les Biches                | Gérard Jouannest                                  | 3:39  |
| 9.  | Madeleine                 | Jacques Brel, Gérard Jouannest et Jean Corti      | 2:46  |
| 10. | Les Singes                |                                                   | 3:02  |
| 11. | L'Ivrogne                 | Jacques Brel, Gérard Jouannest et François Rauber | 4:05  |
| 12. | La Valse à mille temps    |                                                   | 3:47  |
| 13. | Ne me quitte pas          | Jacques Brel et Gérard Jouannest                  | 3:56  |
| 14. | Le Moribond               |                                                   | 2:50  |
| 15. | Quand on n'a que l'amour  |                                                   | 3:45  |

## Musiciens
- Orchestre de l'Olympia, sous la direction de Daniel Janin
- Gérard Jouannest : piano
- Jean Corti : accordéon
- François Rauber : piano
- Jean-Claude Oliver:Guitare